# قره تشلان (مهاباد)
قرية قره تشلان (بالكردية: قەرەچەلان) هي إحدى القرى التابعة لـمنغور الشرقية في ريف قسم خليفان من مقاطعة مهاباد، في محافظة أذربیجان الغربیة الإيرانية.

## السكان
حسب إحصاءات سنة 2006، بلغ إجمالي السكان في قره تشلان 46 نسمة وعدد المساكن 6 مسكن. لغة سكان قره تشلان هي اللغة الكردية و هم من أهل السنة والجماعة والمذهب الشافعي.